# Zagrody (Narol)
Zagrody – część miasta Narola, w południowo-wschodniej Polsce, położona w województwie podkarpackim, w powiecie lubaczowskim.
Dawniej odrębna wieś stanowiąca od 1973 sołectwo w gminie Narol. Włączone do Narola wraz z nadaniem mu praw miejskich w 1996 roku.